# Ridderlighet
Ridderlighet, ett samhällsideal som grundlades av riddarväsendet.

## Ridderliga ideal
Exempel på ridderliga ideal är nåd, rättvisa, mod, trohet och gudfruktighet.